# Мурат Курум
Мурат Курум (на турски: Murat Kurum) е турски инженер, член на парламента от избирателния район на Истанбул и бивш министър на околната среда и урбанизацията от юли 2018 г. до юни 2023 г. Министър на околната среда, урбанизацията и изменението на климата от юли 2024 г.

## Ранен живот
Мурат Курум е роден на 7 май 1976 г. в Чанкая, Анкара, в семейството на Мехмет Курум от Карапънар, Коня и Сатъ Курум от Белпънар, Къзълджахамам, Анкара. Баща му Мехмет е бил държавен служител в Министерството на благоустройството и жилищното строителство, предшественика на министерството, където Мурат по-късно ще бъде назначен за министър. Майка му Сатъ била домакиня.
Мурат Курум посещава за кратко начално училище Ататюрк в Мардин, преди да се върне в Анкара, за да завърши основното си образование в основно училище „Сейранбааларъ“. След това той получава образованието си в гимназията „Koджатепе Mимар Keмал“ в Анкара. По-късно Курум се явява на приемен изпит в турския университет, където получава достъп до програма за хранително инженерство. Въпреки това той се явява отново на изпита на следващата година, за да учи строително инженерство.
Завършва университета „Селчук“ през 1999 г. с инженерна степен по строителство. Курум по-късно завършва магистърската си степен с теза за градска трансформация от университета „Окан“ през 2017 г.

## Кариера
Между 1999 г. и 2005 г. работи като инженер, ръководител обект и координатор в различни частни организации, работещи в областта на строителството.
Между 2005 г. и 2006 г. той работи като експерт в отдела за изпълнение на Администрацията за масово жилищно строителство в Анкара. Между 2006 г. и 2009 г. работи като мениджър на европейски страничен клон на TOKİ Istanbul Implementation Department Emlak Konut GYO A.Ş., дъщерно дружество на TR Premier Ministry Mass Housing Administration, от 2009 г. Той е бил генерален мениджър и член на борда на директорите. Назначен е за министър на околната среда и урбанизацията на 10 юли 2018 г.
На 7 януари 2024 г. е обявено, че Курум ще се кандидатира за позицията кмет на Истанбул. След като губи изборите, той продължава да изпълнява функциите си като народен представител, докато не е назначен за втори път за министър на околната среда и урбанизацията на 2 юли 2024 г.

## Личен живот
Курум е женен и има три деца.